# Hopium
Hopium – francuski startup planujący produkcję wodorowych samochodów z siedzibą w Paryżu działający od 2019 roku.

## Historia
Pod koniec 2019 roku francuski kierowca wyścigowy Olivier Lombard założył startup Hopium, który obrał za cel rozwój zaawansowanych technicznie lokalnej produkcji samochodów o napędzie wodorowym. Rok później Hopium rozpoczęło notowania na paryskiej giełdzie Euronext. W 2021 roku poczyniono postępy w pozyskiwaniu pierwszych partnerów pozwalających na realizację ambitnie zarysowanego przedsięwzięcia. W maju podpisano porozumienie z rodzimym gigantem branży tworzyw sztucznych Plastic Omnium, zobowiązując się do dostarczania zbiorników przechowywania wodoru do przyszłego samochodu marki Hopium. Miesiąc później, w czerwcu 2021, zaprezentowany został pierwszy prototyp w postaci poruszającego się o własnych siłach Hopium Alpha 0, w momencie prezentacji gromadząc pierwszy tysiąc zamówień. W październiku Hopium pozyskało kolejnego partnera, tym razem deklarującego dostawy szyb od francuskiej firmy Saint-Gobain Sekurit.
W maju 2022 dotychczasowy minister transportu Jean-Baptiste Djebbari w rządzie ustępującego premiera Jeana Castexa dołączył do kadry zarządczej Hopium, co wzbudziło we Francji kontrowersje z powodu ogłoszenia transferu Djebbariego do prywatnego biznesu jeszcze gdy był ministrem. Światowa prezentacja kolejnej generacji prototypu zwiastującego pierwszy produkt startupu odbyła się w październiku 2022 podczas Paris Motor Show, kiedy to przedstawiono studium Hopium Māchina Vision. Projekt stylistyczny opracował Félix Godard, dotychczas pracujący m.in. w Porsche, Lucid Motors czy Tesli. W momencie prezentacji liczba zamówień wzrosła do 10 tysięcy, a początek produkcji oraz dostawy pierwszych egzemplarzy produkcyjnego pojazdu zaplanowano na 2025 rok.

## Modele samochodów

### Studyjne
- Hopium Alpha 0 (2021)
- Hopium Māchina Vision (2022)